# Christopher Hooley
Christopher Hooley FRS (Edimburgo, 7 de agosto de 1928 — 13 de dezembro de 2018) foi um matemático britânico.
Foi professor emérito de matemática da Universidade de Cardiff. Seu orientador de doutorado foi Albert Ingham. Recebeu e Prêmio Adams em 1973. Foi eleito membro da Royal Society (FRS) em 1983.
Foi palestrante convidado do Congresso Internacional de Matemáticos em Vancouver (1974: The distribution of sequences in arithmetic progressions) e palestrante plenário do Congresso Internacional de Matemáticos em Varsóvia (1983: Some Recent Advances in Analytical Number Theory).